# آنا کاترینا موراریو
آنا کاترینا موراریو (رومانیایی: Ana Caterina Morariu؛ زادهٔ ۲۰ نوامبر ۱۹۸۰) بازیگر اهل رومانی است.
از فیلم‌هایی که در آن نقش داشته می‌توان به دوازده یار اوشن و جنگ و صلح اشاره کرد.